# طيثارة كليلة
طيثارة كليلة (الاسم العلمي:Tipula  mutica) هي نوع من الحشرات تتبع جنس الطيثارة من الفصيلة الطيثارية.